# مواد کمکی در رنگرزی
مواد کمکی در رنگرزی به موادی گفته می‌شود که در فرایند رنگرزی نقش عمده‌ای را بازی کرده و بدون آن‌ها رنگرزی به صورتی نا تمام انجام می‌گردد و کالای رنگرزی با کیفیت نامطلوب رنگرزی می‌شود.  کیفیت مواد شیمیایی کمکی و ماده رنگزای مورد استفاده در رنگرزی بسیار حائز اهمیت است، به کارگیری مواد نامطلوب و درجه دوم نتیجه مطلوبی را در برنخواهد داشت.
در مورد انواع آنتى استاتيك مصرفى در فرايند رنگرزى ميتوان از تركيبت با جرم ملكولى كم از peg استفاده نمود. اين تركيب به راحتى وارد ساختار الياف شده و باعث كاهش ميزان توليد الكتريسيته ساكن در طى فرايندهاى بعد از رنگرزى شد٠
هم اكنون شركت هاى توليد كننده اين مواد با اين تركيبات آنتى استاتيك رنگرزى مى سازند
مواد کمکی در برخی الیاف مثل پشم در پیش از رنگرزی (شستشو و آماده سازی) نیز استفاده می‌شوند، مثلاً برای رنگرزی نخ‌های پشمی در ایران ابتدا آن را با نمک‌های قلع، آلومینیوم و مس شستشو و آماده سازی می‌کنند.
| ماده کمکی                          | فرمول شیمیایی      |
| آب اکسیژنه                         | H2O2               |
| اتانول                             | C2H5OH             |
| اوره                               | CH4N2O             |
| اتیلن دی‌آمین تترااستیک اسید        | C50H70N10NaO41H100 |
| مس(II) سولفات (زاج سبز) (کات کبود) | CuSO4              |
| سدیم کلرید (نمک طعام)              | NaCl               |
| دی متیل کتون                       | CH3COCH3           |